# Shannon Clavelle
(en) Statistiques sur pro-football-reference
Shannon Clavelle, né le 12 octobre 1973 à Lafayette (Louisiane), est un américain, joueur de football américain évoluant au poste de defensive end.
Après avoir évolué un an (en 1993) au sein de la NCAA Division I FBS chez les Buffaloes du Colorado représentant l'université du Colorado à Boulder, il est choisi au 185e choix global lors du 6e tour de la draft 1995 de la NFL par les Bills de Buffalo. Il n'y joue pas et est de suite repris par les Packers de Green Bay. Il y joue de 1995 à 1997. Durant la saison 1997, Clavelle ne joue six matches avec les Packers et est transféré chez les Chiefs de Kansas City où il ne participe qu'à un seul match. Il décide dès lors de mettre un terme à sa carrière.
Green Bay ayant remporté le Super Bowl XXXI au terme de la saison 1997, Shannon Clavelle reçoit également une bague de vainqueur ayant participé au début de saison de cette franchise.